# ТЕЦ Поможани
ТЕЦ Поможани — теплоелектроцентраль у місті Щецин на північному заході Польщі.
У 1937—1940 роках на півдні Штеттіна (котрий на той час належав Німеччині) спорудили електростанцію з двома турбінами потужністю по 50 МВт (можливо відзначити, що з 1916-го в порту цього ж міста вже працювала інша станція, наразі відома як ТЕЦ Щецин). Внаслідок Другої світової війни об'єкт був втрачений.
Поляки, котрі стали новими володарями міста, відновили майданчик лише у 1961-му. Тут встановили два парові котли Benson ОР-206 та дві турбіни AEG 50/60 електричною та тепловою потужністю по 67,1 МВт та 90 МВт відповідно.
У 1978—1979 роках станцію пристосували для постачання теплової енергії для Щецина. При цьому для покриття пікових навантажень в теплосистемі змонтували два вугільні водогрійні котли рацибузької компанії Rafako типу WP-120 потужністю по 140 МВт.
Станом на другу половину 2010-х електрична потужність станції становила 134,2 МВт при тепловій на рівні 323,5 МВт (в роботі знаходились один котел WP-120 та допоміжний мазутний котел Condor потужністю 5,5 МВт).